# Handball-Oberliga Baden-Württemberg der Männer 2013/14
Die Handball-Oberliga Baden-Württemberg 2013/14 wurde unter dem Dach der Handballverbände Baden, Südbaden und  Württemberg organisiert und ist die höchste Spielklasse des Verbundes. Die Oberliga – BW  ist nach der Bundesliga, der 2. Bundesliga und der 3. Liga eine der vierthöchsten Spielklassen im deutschen Handball.

## Saisonverlauf
Die Handball-Oberliga Baden-Württemberg 2013/14 war die vierzehnte Ausspielung dieser Handballliga.

### Modus
Sechzehn Mannschaften spielten eine Vor- und Rückrunde. Nach Abschluss der daraus resultierenden Spieltage sind Meister und Vizemeister in die 3. Liga aufgestiegen und die letzten drei Mannschaften in die Verbandsligen abgestiegen.

## Teilnehmer
Nicht mehr dabei waren die Auf- und Absteiger der Vorsaison. Neu hinzukamen die Absteiger (A) der 3. Liga und die Aufsteiger (N) aus den Verbandsligen.

Handballverband Baden

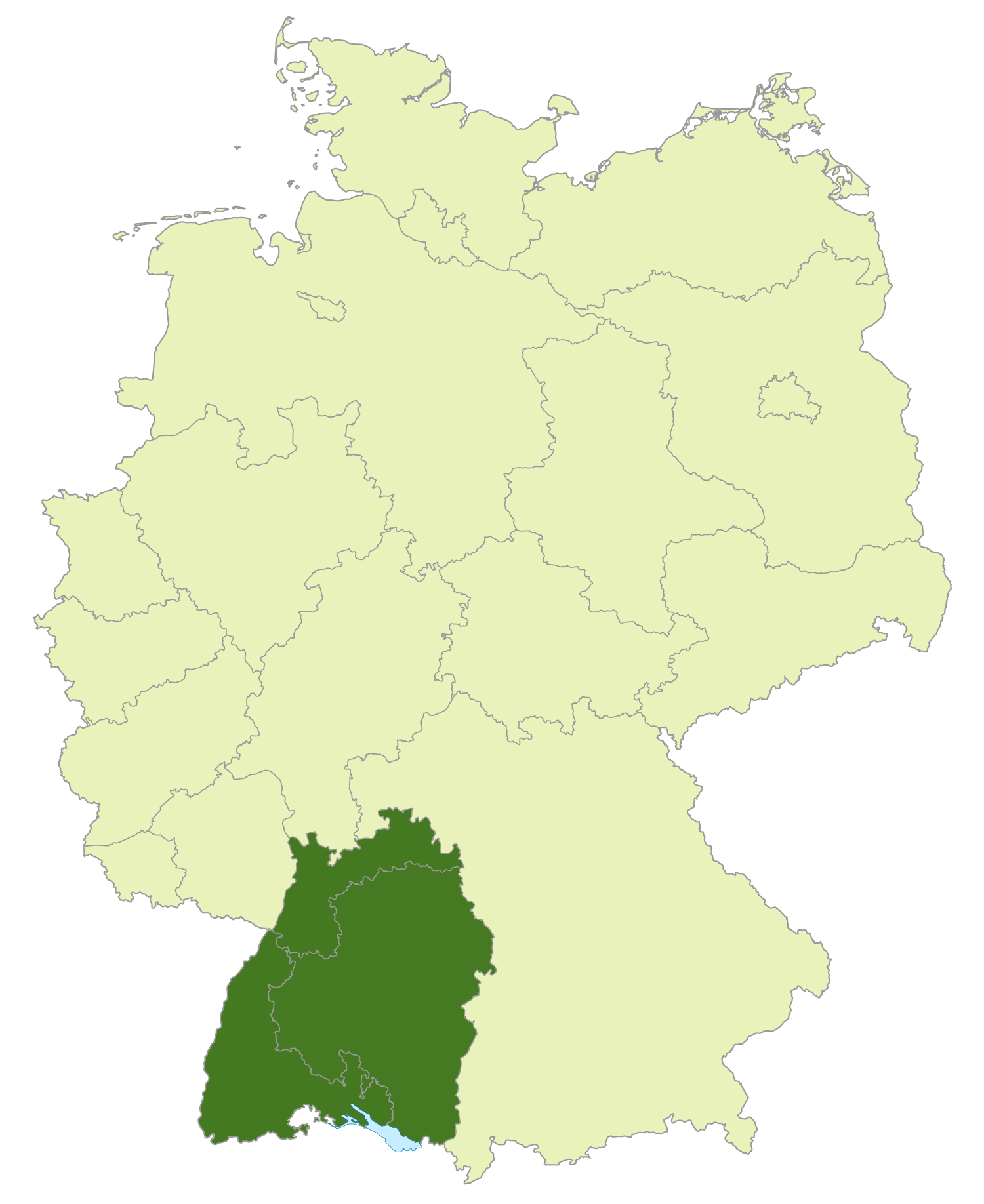
Bereich Handball-Oberliga
Baden-Württemberg

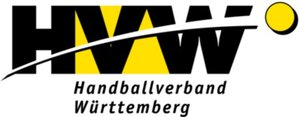
Handballverband Württemberg

### Abschlussplatzierungen
|  1. SG Nußloch  2. TSV Neuhausen/Filder (A) - 3. SG Lauterstein - 4. VfL Pfullingen - 5. TV Oppenweiler (N) - 6. SG Pforzheim/Eutingen - 7. TB 1882 Kenzingen (N) - 8. TSG Söflingen - 9. HG Oftersheim/Schwetzingen - 10 TV Sandweier 1907 - 11 TV 08 Willstätt - 12 MTG Wangen - 13 SG Heddesheim (N)  14. HSG Langenau/Elchingen (N)  15. TuS Altenheim  16. TV Flein 1895 (N) |

(A) = Absteiger aus der 3. Liga (N) = neu in der Liga
  Meister und Aufsteiger zur 3. Liga 2014/15
  Vizemeister und Aufsteiger zur 3. Liga 2014/15
- Für die Oberliga 2014/15 qualifiziert